# Cine Palácio
Cine Palácio était un ancien cinéma situé à Cinelândia, à Rio de Janeiro au Brésil. Il abrite actuellement le théâtre Riachuelo Rio.
Son bâtiment présente un style architectural néo-mauresque, rare dans la ville, conçu par l'architecte espagnol Morales de Los Rios. Le bâtiment a été déclaré provisoirement classé par la municipalité. Il était géré par le groupe Severiano Ribeiro, lorsqu'une société hôtelière a acquis la propriété.

## Historique

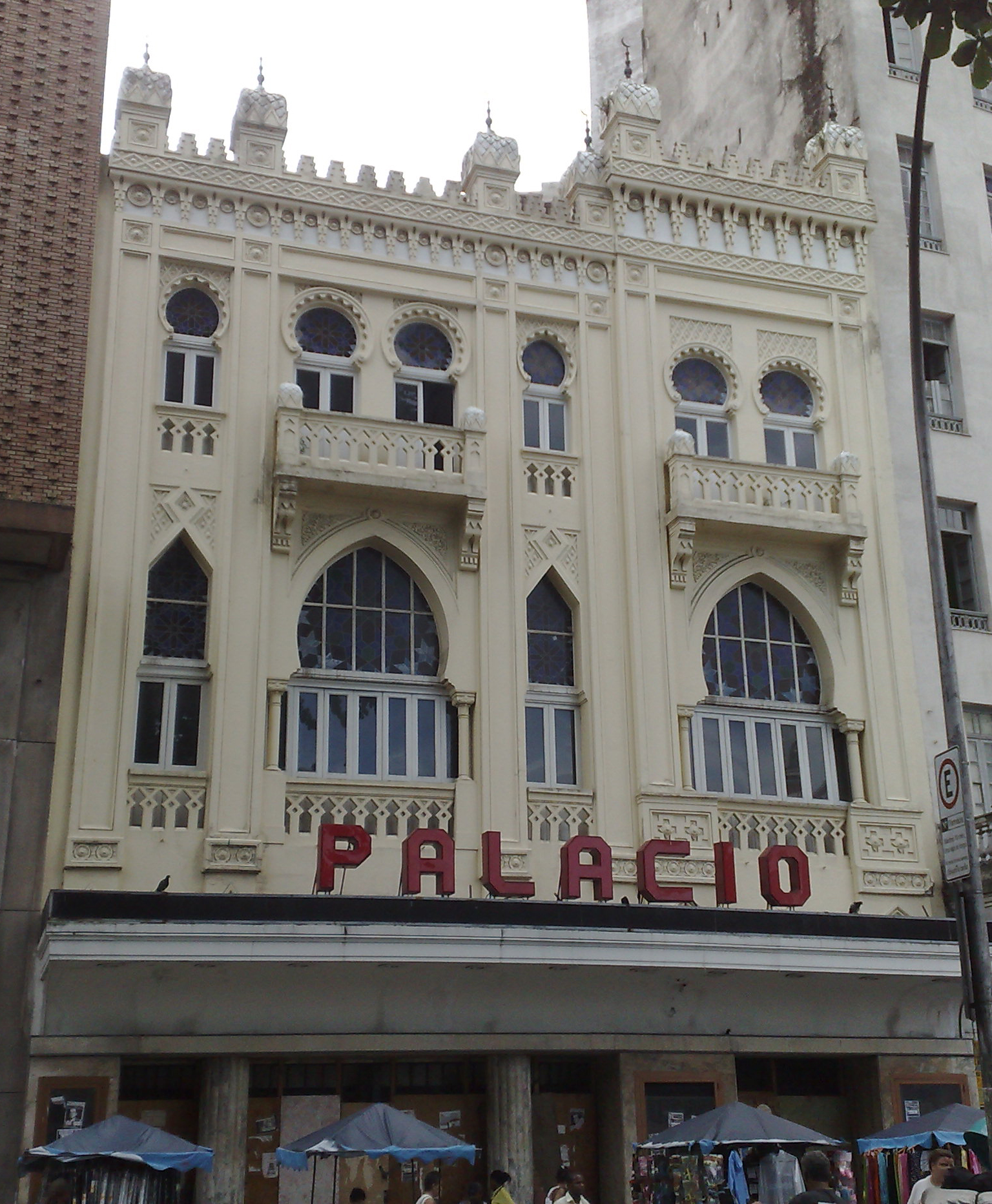
Façade de l'ancien cinéma Palácio

Ouvert en 1928, ce fut le premier cinéma de Rio de Janeiro à projeter un film sonore dans les années 1920.  Le cinéma a fermé en 2008.

## Théâtre Riachuelo Rio
En 2014, il a été annoncé que le bâtiment qui abritait l'ancien cinéma serait rénové pour devenir un théâtre de comédies musicales. Initialement il portait le nom de Teatro Aventura.
Après presque 2 ans de travaux et 42 millions de reais d'investissements, le théâtre a rouvert le 26 août 2016, rebaptisé Teatro Riachuelo Rio, avec le spectacle Garota de Ipanema, o Amor É Bossa. L'espace a une capacité de 1000 personnes, réparties sur 3 étages ,.